# Vaulternative Records
Vaulternative Records ist ein US-amerikanisches Musiklabel, das von den Hinterbliebenen des Komponisten und Rockmusikers Frank Zappa im Jahr 2002 gegründet wurde und das zum Zappa Family Trust gehört. Auf dem Label erschienen bislang ausschließlich Livemitschnitte von Konzerten der Mothers of Invention oder einer der Zappa-Bands.

## Geschichte bis 2009
Wie Zappas Witwe Gail auf der Zappa-Homepage erklärt, ist das Label als „Heimstatt der Konzertprogramme“ konzipiert. Bekanntlich hatte Zappa schon sehr früh in seiner Laufbahn als Musiker damit begonnen, sämtliche Konzerte seiner Bands mitzuschneiden und in seinem umfangreichen, von ihm „The Vault“ (dt.: Gruft, Keller) genannten Archiv zu sammeln. Wie Gail Zappa der australischen Publizistin Germaine Greer erzählte, hoffte sie, rund 100 Alben auf dem neuen Label herausbringen zu können; für viele davon gebe es bereits von Zappa fertiggestellte Masterbänder. Ihr Sohn Dweezil ergänzte im Gespräch mit dem Journalisten Jim Bessman, es gehe darum, die Unterschiede zwischen den vielen Zappa-Bands deutlich werden zu lassen: „Da wird es viel Material geben, das die Leute schon kennen – aber nicht mit diesen Musikern und Arrangements.“
Im Interview mit Ex-GTO’s-Sängerin Pamela Des Barres („Miss Pamela“) hatte Gail Zappa im Jahr 2002 noch die Hoffnung geäußert, pro Jahr vier bis fünf Alben veröffentlichen zu können. Seit der ersten Veröffentlichung im August 2002 sind aber nicht die ursprünglich für wahrscheinlich gehaltenen 15 bis 20 Alben, sondern bislang fünf erschienen. Das erste war die Doppel-CD FZ:OZ, die im August 2002 auf den Markt kam. Zu hören ist die letzte Besetzung der Mothers of Invention, und zwar bis auf zwei Ausnahmen bei ihrem Konzert am 20. Januar 1976 im australischen Sydney. Keine zwei Monate später löste Zappa die Mothers endgültig auf. Die im Februar 2003 erschienene Audio-DVD Halloween enthält Auszüge aus den Halloween-Shows der Zappa-Band vom 27. bis 31. Oktober 1978 im „Palladium“ in New York City. Auf der DVD finden sich aber auch zwei Videos („Suicide Chump“ und „Dancin’ Fool“) sowie ein Radiointerview, welches Zappa dem Sender WPIX aus Anlass der Shows gab.
Ende Mai 2004 erschien das erste von insgesamt drei Alben der „Joe’s“-Serie: Joe's Corsage. Darauf finden sich Mitschnitte der Ur-Mothers-Besetzung aus dem Jahr 1965, der Zeit kurz vor der Veröffentlichung des Mothers-Debütalbums Freak Out!. Mitwirkende sind Ray Collins, Henry Vestine (er ging später zu Canned Heat), Roy Estrada und Jimmy Carl Black. Als zweiter Teil der Serie kam im Oktober 2004 Joe's Domage heraus. Das Album enthält – in schlechter Tonqualität – den Mitschnitt einer typischen Zappa-Band-Probe aus dem Jahr 1972 mit Musikern, die später auch auf den Alben The Grand Wazoo und Waka/Jawaka zu hören waren. Die Trilogie beschloss das im Dezember 2005 veröffentlichte Album Joe's XMASage mit Aufnahmen aus den Jahren 1962 bis 1965, der Zeit von Zappas Anfängen im Musikgeschäft in Cucamonga.
Nachdem der Zappa Family Trust weitere Platten auf dem Zappa Records Label veröffentlicht hatte, erschien am 1. April 2007 das Album Buffalo. Die Doppel-CD enthält Auszüge aus dem Konzert, welches die 1980er-Zappa-Band im Oktober 1980 im Memorial Auditorium der Stadt Buffalo im US-Bundesstaat New York gab. Im gleichen Jahr erschien mit Wazoo ein Album des letzten Auftritts der sog. Wazoo Band, einer 20-köpfigen Gruppe, die Zappa für eine nur 8 Konzerte dauernde Tournee aus Musikern zusammengestellt hatte, die auf den Alben Waka/Jawaka oder The Grand Wazoo mitgewirkt hatten. Mit Joe's Menage erschien im September 2008 ein Mitschnitt eines Konzerts in Williamsburg vom 1. November 1975, zwei Jahre später dann Philly ’76, eine Aufnahme vom 29. Oktober 1976 aus Philadelphia.